# 張鐵林
張鐵林（1957年6月15日—），出生於中华人民共和国河北省唐山市，英籍华人，中国大陆男演員。

## 生平
張鐵林出生在河北省唐山市，在陝西省西安市长大。1973年在上山下鄉運動時期下放插隊到陝西省渭南市臨潼縣（今西安市臨潼區）務農，1976年返回西安市當工人。1978年入讀北京電影學院表演系，1982年畢業後被分配到天津廣播電視藝術團工作，之後陸續出演《火燒圓明園》、《垂簾聽政》、《大橋下面》等電影，並憑藉電影《大橋下面》成名。
1987年，张铁林前往英国电影学会留學，十年後加入英國國籍。1990年代初赴香港發展，早期與導演徐克簽約，參與《黃飛鴻》系列電影的拍攝，1996年加入鳳凰衛視主持節目《電影世界》，之後返回中國大陸演藝界發展。1997年皈依於漢傳佛教禪宗的釋星雲法師猊座之下，法號普覺，而後參修藏傳佛教，法號白瑪曲培。1998年憑藉電視劇《還珠格格》重新走紅。2007年被暨南大學藝術學院聘為院長。

## 家庭
1987年，张铁林在英国留学期间遇见波兰籍女孩，1991年9月她在中秋节生下一个女儿，张铁林给女儿取名“张月亮”。

## 影視作品

### 電影
| 年份   | 名稱                       | 角色   | 備註 |
| ------ | -------------------------- | ------ | ---- |
| 1983年 | 《火燒圓明園》             | 奕訢   |      |
| 1983年 | 《垂簾聽政》               | 奕訢   |      |
| 1983年 | 《大橋下面》               | 高志   |      |
| 1992年 | 《黃飛鴻之二：男兒當自強》 | 孫中山 |      |
| 1993年 | 《新仙鶴神針》             | 曹雄   |      |
| 1994年 | 《黃飛鴻之五：龍城殲霸》   | 謝捕頭 |      |
| 1998年 | 《獅子王2：辛巴的榮耀》    | 辛巴   | 配音 |
| 2000年 | 《新賭國仇城》             | 仇亦森 |      |
| 2009年 | 《白銀帝國》               | 康老爺 |      |
| 2012年 | 《錢學森》                 | 毛澤東 |      |

### 電視劇
| 首播   | 劇名                     | 角色           |
| ------ | ------------------------ | -------------- |
| 1979年 | 《有一個青年》           | 顧明華         |
| 1985年 | 《三月地的初春》         | 未知           |
| 1996年 | 《漢宮飛燕》             | 漢成帝         |
| 1997年 | 《東北一家人》           | 馬葫蘆蓋廠廠長 |
| 1997年 | 《還珠格格》             | 乾隆帝         |
| 1998年 | 《花木蘭》               | 玉皇大帝       |
| 1998年 | 《女巡按》               | 文必正         |
| 1999年 | 《還珠格格2》            | 乾隆帝         |
| 1999年 | 《聊齋先生》             | 蒲松齡         |
| 1999年 | 《別走我愛你》           | 王總           |
| 2000年 | 《上錯花轎嫁對郎》       | 唐太宗         |
| 2000年 | 《人蟲》                 | 皇上           |
| 2001年 | 《亂世英雄呂不韋》       | 呂不韋         |
| 2001年 | 《鐵齒銅牙紀曉嵐》       | 乾隆帝         |
| 2001年 | 《少年張三丰》           | 澄空大師       |
| 2001年 | 《名捕震關東》           | 嘉靖帝         |
| 2002年 | 《書劍恩仇錄》           | 萬亭           |
| 2002年 | 《眾里尋她千百度》       | 未知           |
| 2002年 | 《大清藥王》             | 樂宏達         |
| 2002年 | 《龍鳳奇緣》             | 乾隆帝         |
| 2002年 | 《鐵齒銅牙紀曉嵐2》      | 乾隆帝         |
| 2003年 | 《十八羅漢》             | 老方丈         |
| 2003年 | 《人生幾度秋涼》         | 富嗣隆         |
| 2003年 | 《倚天屠龍記》           | 楊逍           |
| 2003年 | 《火帥》                 | 宋仁宗         |
| 2003年 | 《包公出巡》             | 宋仁宗         |
| 2003年 | 《布衣天子》             | 乾隆帝         |
| 2004年 | 《布衣知縣梵如花》       | 三覺羅         |
| 2004年 | 《鐵齒銅牙紀曉嵐3》      | 乾隆帝         |
| 2004年 | 《滄海百年》             | 福康安         |
| 2004年 | 《大唐芙蓉園》           | 李白           |
| 2004年 | 《幻影天使》             | 王正中         |
| 2004年 | 《滿漢全席》             | 康熙帝         |
| 2004年 | 《五月槐花香》           | 範世榮         |
| 2004年 | 《御前四寶》             | 順治帝         |
| 2004年 | 《荊軻傳奇》             | 呂不韋         |
| 2004年 | 《神醫俠侶》             | 邢善           |
| 2004年 | 《原來就是你》           | 易正邦         |
| 2005年 | 《少年寶親王》           | 葉旭           |
| 2005年 | 《宋蓮生坐堂》           | 順治帝         |
| 2005年 | 《鐵將軍阿貴》           | 乾隆帝         |
| 2005年 | 《大敦煌》               | 清朝總督       |
| 2005年 | 《英雄志》               | 武英帝         |
| 2006年 | 《大明天下》             | 王磷光         |
| 2006年 | 《想飛》                 | 韓愷           |
| 2006年 | 《殘劍震江湖》           | 嚴康           |
| 2006年 | 《北魏馮太后》           | 拓跋燾         |
| 2006年 | 《非常夫妻》             | 嚴月東         |
| 2006年 | 《屋頂上的綠寶石》       | 凌信夫         |
| 2006年 | 《薛仁貴傳奇》           | 李道宗         |
| 2006年 | 《貞觀長歌》             | 羅藝           |
| 2006年 | 《無字碑歌》             | 唐高宗         |
| 2006年 | 《南少林三十六房》       | 雍正帝         |
| 2008年 | 《眾里尋她千百度》       | 林海濤         |
| 2008年 | 《鐵齒銅牙紀曉嵐4》      | 乾隆帝         |
| 2009年 | 《黃炎培》               | 黃炎培         |
| 2010年 | 《百家姓傳說》           | 炎黃           |
| 2010年 | 《黑色名單》             | 劉志琦         |
| 2011年 | 《水滸傳》               | 洪太尉         |
| 2011年 | 《護國軍魂傳奇》         | 章太炎         |
| 2011年 | 《摩登新人類》           | 謝雷震         |
| 2012年 | 《經營婚姻》             | 羅炳勳         |
| 2012年 | 《感動生命》             | 霍頓           |
| 2012年 | 《紅軍東徵》             | 毛澤東         |
| 2012年 | 《牡丹亭》               | 宋高宗         |
| 2012年 | 《穆桂英掛帥》           | 宋真宗         |
| 2012年 | 《黃梅戲宗師傳奇》       | 乾隆帝         |
| 2012年 | 《博弈》                 | 畢振中         |
| 2013年 | 《刀影》                 | 彭振山         |
| 2015年 | 《第一縱隊》             |                |
| 2015年 | 《文房四寶》(2012年拍攝) | 吳世澤         |
| 2022年 | 《星河长明》             | 界海天         |
| 2024年 | 《老家伙》               | 陈新城         |
| 2024年 | 《末代廚娘》(2019年拍攝) | 刘守贵         |
| 待播   | 《玉璽傳奇》             |                |

### 劇本
- 《山不轉水轉》
- 《椅子》

## 綜藝節目
- 《中國星跳躍》評委（2013）
- 《極速前進1》參賽者（2014）
- 《吐槽大會》嘉賓（2016）
- 《中餐廳2》嘉賓（2018）

## 爭議事件
英國廣播公司在1991年製作了一套有關在六四事件後營救民運人士的黃雀行動新聞節目，內容重造了關於審訊王軍濤的情形。此片在某些海外網站流通，有網民發現飾演王軍濤的人是張鐵林，並描述了王軍濤的自辯說詞。
张铁林于1997年成为英国公民，之后他多次在公开场合称此举是“为了中国”，强调“是为争取更多机会，让世界了解中国，做更好的中国人”，在接受节目访问时表示“拿着外国护照为中国做事更方便，说中国话，做中国事，弘扬中国的东西”。上述言论均曾被网民批评，其好友王刚在节目上讽刺其是“白求恩精神”。
《中時電子報》於2015年11月29日報道張鐵林於香港會議展覽中心舉行坐床儀式，而其獲封活佛的影片亦於網絡流傳。影片內容顯示同年10月4日一位自稱白瑪奧色的法王為張鐵林舉行坐床儀式，而張鐵林亦自稱白馬鐵林。之後有藏傳佛教僧人表示，該儀式完全不符合藏傳佛教宗教儀軌，正規的坐床儀式應該在寺廟，而不是在這種場合。事件隨即引發網友熱議，不少佛教界名人亦紛紛撰文抗議張鐵林坐床。同日晚間，張鐵林本人否認於香港舉行的是所謂的坐床儀式，而是佛教徒祈福大法會。
2020年9月10日，张铁林在一家酒店门口，因为车辆问题，与保安发生冲突。
2021年，张铁林在公开场合表示，“在中国的大美术馆里，没有外国的东西；而在西方的美术馆里，则陈列着世界各地的珍贵文物”，“中国的博物馆中并没有外国的东西，这是我们的缺失啊！我们的文化是局限在自己窝里头的，我们不拿自己的文化当做世界文化的一部分。”其言论遭到网民批评，认为张铁林是英国人，思维都成了强盗逻辑。
2022年1月，张铁林在书法家刘正成的直播间谈论中国书法，并将个人的书法作品在直播间对外销售，被大批网民用诸如“英国人”“英国人懂什么书法”辱骂。
2022年7月22日，张铁林三名男子在加油站与一名女性路人发生剐蹭，随后拒不道歉还威胁：有本事你报警，我是张铁林。